# Coupe de Russie de football 1998-1999
Navigation
Coupe de Russie 1997-1998 Coupe de Russie 1999-2000
La Coupe de Russie 1998-1999 est la 7e édition de la Coupe de Russie depuis la dissolution de l'URSS.
Le Zénith Saint-Pétersbourg remporte la compétition face au Dynamo Moscou et se qualifie pour le premier tour de la Coupe UEFA 1999-2000.
La compétition suivant un calendrier sur deux années, contrairement à celui des championnats russes qui s'inscrit sur une seule année, celle-ci se trouve de fait à cheval entre deux saisons de championnat ; ainsi pour certaines équipes promues ou reléguées durant la saison 1998, la division indiquée peut varier d'un tour à l'autre.

## Huitièmes de finale
| Date             | Club                          | Score              | Club                          |
| ---------------- | ----------------------------- | ------------------ | ----------------------------- |
| 6 novembre 1998  | Chinnik Iaroslavl (D1)        | 2 - 1              | (D3) Nosta Novotroïtsk        |
| 7 novembre 1998  | Jemtchoujina Sotchi (D1)      | 1 - 4              | (D1) Zénith Saint-Pétersbourg |
| 8 novembre 1998  | Roststelmach Rostov (D1)      | 1 - 0              | (D3) Amkar Perm               |
| 10 novembre 1998 | Arsenal Toula (D2)            | 4 - 1              | (D2) Metallourg Lipetsk       |
| 10 novembre 1998 | Dynamo Moscou (D1)            | 1 - 0              | (D1) Alania Vladikavkaz       |
| 10 novembre 1998 | Rotor Volgograd (D1)          | 3 - 3 ap 4 - 2 tab | (D3) Avtodor Vladikavkaz      |
| 10 novembre 1998 | Spartak Orekhovo-Zouïevo (D3) | 0 - 0 ap 2 - 4 tab | (D1) Saturn Ramenskoïe        |
| 10 novembre 1998 | CSKA Moscou (D1)              | 2 - 1              | (D2) Tom Tomsk                |

## Quarts de finale
| Date         | Club                          | Score    | Club                     |
| ------------ | ----------------------------- | -------- | ------------------------ |
| 6 avril 1999 | CSKA Moscou (D1)              | 1 - 0    | (D1) Chinnik Iaroslavl   |
| 7 avril 1999 | Dynamo Moscou (D1)            | 1 - 0 ap | (D1) Saturn Ramenskoïe   |
| 7 avril 1999 | Zénith Saint-Pétersbourg (D1) | 2 - 0    | (D1) Roststelmach Rostov |
| 7 avril 1999 | Rotor Volgograd (D1)          | 4 - 1    | (D2) Arsenal Toula       |

## Demi-finales
| Date          | Club                          | Score              | Club               |
| ------------- | ----------------------------- | ------------------ | ------------------ |
| 21 avril 1999 | Zénith Saint-Pétersbourg (D1) | 1 - 0              | (D1) CSKA Moscou   |
| 21 avril 1999 | Rotor Volgograd (D1)          | 2 - 2 ap 6 - 7 tab | (D1) Dynamo Moscou |

## Finale
| Titulaires :    |                       |     |
|                 |                       |     |
| 1               | Roman Berezovsky      |     |
| 2               | Oleksandr Babiy       |     |
| 3               | Andreï Kondrachov     |     |
| 4               | Sargis Hovsepian      |     |
| 5               | Aleksei Igonin        |     |
| 6               | Yuriy Vernydub        |     |
| 14              | Konstantin Lepiokhine |     |
| 8               | Oleksandr Horshkov    |     |
| 10              | Roman Maksymyuk       | 76e |
| 9               | Hennadiy Popovych     | 68e |
| 11              | Aleksandr Panov       |     |
|                 |                       |     |
| Remplaçants :   |                       |     |
| 18              | Igor Zazouline        | 68e |
| 17              | Andreï Kobelev        | 76e |
|                 |                       |     |
| Entraîneur :    |                       |     |
| Anatoli Davydov |                       |     |

| Titulaires :     |                      |     |
|                  |                      |     |
| 1                | Ievgueni Plotnikov   |     |
| 15               | Denis Kliouïev       |     |
| 3                | Andreï Ostrovski     |     |
| 4                | Aleksandr Totchiline |     |
| 5                | Konstantin Golovskoï |     |
| 6                | Vladislav Radimov    |     |
| 7                | Sergueï Grichine     | 63e |
| 8                | Rolan Goussev        |     |
| 9                | Nikolaï Pissarev     | 53e |
| 10               | Maksim Romaschenko   |     |
| 11               | Oleg Teriokhine      |     |
|                  |                      |     |
| Remplaçants :    |                      |     |
| 2                | Aliaksandr Kulchiy   | 53e |
| 14               | Lucky Isibor         | 63e |
|                  |                      |     |
| Entraîneur :     |                      |     |
| Gueorgui Iartsev |                      |     |

| Titulaires :    |                       |     |
|                 |                       |     |
| 1               | Roman Berezovsky      |     |
| 2               | Oleksandr Babiy       |     |
| 3               | Andreï Kondrachov     |     |
| 4               | Sargis Hovsepian      |     |
| 5               | Aleksei Igonin        |     |
| 6               | Yuriy Vernydub        |     |
| 14              | Konstantin Lepiokhine |     |
| 8               | Oleksandr Horshkov    |     |
| 10              | Roman Maksymyuk       | 76e |
| 9               | Hennadiy Popovych     | 68e |
| 11              | Aleksandr Panov       |     |
|                 |                       |     |
| Remplaçants :   |                       |     |
| 18              | Igor Zazouline        | 68e |
| 17              | Andreï Kobelev        | 76e |
|                 |                       |     |
| Entraîneur :    |                       |     |
| Anatoli Davydov |                       |     |

| Titulaires :     |                      |     |
|                  |                      |     |
| 1                | Ievgueni Plotnikov   |     |
| 15               | Denis Kliouïev       |     |
| 3                | Andreï Ostrovski     |     |
| 4                | Aleksandr Totchiline |     |
| 5                | Konstantin Golovskoï |     |
| 6                | Vladislav Radimov    |     |
| 7                | Sergueï Grichine     | 63e |
| 8                | Rolan Goussev        |     |
| 9                | Nikolaï Pissarev     | 53e |
| 10               | Maksim Romaschenko   |     |
| 11               | Oleg Teriokhine      |     |
|                  |                      |     |
| Remplaçants :    |                      |     |
| 2                | Aliaksandr Kulchiy   | 53e |
| 14               | Lucky Isibor         | 63e |
|                  |                      |     |
| Entraîneur :     |                      |     |
| Gueorgui Iartsev |                      |     |